# Сельское поселение Нижнесортымский
Се́льское поселе́ние Нижнесортымский — муниципальное образование в Сургутском районе Ханты-Мансийского автономного округа Российской Федерации.
Административный центр — посёлок Нижнесортымский.

## История
Статус и границы сельского поселения установлены Законом Ханты-Мансийского автономного округа - Югры от 25 ноября 2004 года № 63-оз «О статусе и границах муниципальных образований Ханты-Мансийского автономного округа - Югры»

## Население
| 2010    | 2012    | 2013    | 2014    | 2015    | 2016    | 2017    |
| ------- | ------- | ------- | ------- | ------- | ------- | ------- |
| 10 314  | ↗11 125 | ↗11 870 | ↗12 110 | ↗12 330 | ↗12 505 | ↘12 485 |
| 2018    | 2019    | 2020    | 2021    |         |         |         |
| ↗12 841 | ↘12 647 | ↗12 651 | ↗14 217 |         |         |         |

## Состав сельского поселения
| № | Населённый пункт | Тип населённого пункта          | Население |
| - | ---------------- | ------------------------------- | --------- |
| 1 | Нижнесортымский  | посёлок, административный центр | ↗14 217   |